# European Emergency Number Association
Die European Emergency Number Association (EENA) ist eine Nichtregierungsorganisation mit Sitz in Brüssel. Ziel ist eine bessere internationale Vernetzung von notrufbearbeitenden Stellen sowie gemeinsame Projekte.

## Mitglieder
Die EENA hat derzeit laut eigenen Angaben rund 1300 Mitglieder in über 80 Ländern weltweit. Dazu gehören Notrufcenter, internationale Organisationen, Abgeordnete des Europäischen Parlaments sowie Forscher.

## Projekte
Viele Projekte werden mit der Europäischen Union durchgeführt, so beispielsweise das Projekt „HELP 112“, das zum Ziel hatte, Positionsdaten des Anrufers zu übertragen. Dieses Projekt führte unter anderem auch zum quelloffenen Standard Advanced Mobile Location.